# Shenorock
Shenorock és una concentració de població designada pel cens dels Estats Units a l'estat de Nova York. Segons el cens del 2000 tenia 1.887 habitants.

## Demografia
Segons el cens del 2000, Shenorock tenia 1.887 habitants, 650 habitatges, i 505 famílies. La densitat de població era de 1.055,9 habitants per km².
Dels 650 habitatges en un 42,5% hi vivien nens de menys de 18 anys, en un 66,9% hi vivien parelles casades, en un 8,5% dones solteres, i en un 22,2% no eren unitats familiars. En el 18,2% dels habitatges hi vivien persones soles el 7,2% de les quals corresponia a persones de 65 anys o més que vivien soles. El nombre mitjà de persones vivint en cada habitatge era de 2,9 i el nombre mitjà de persones que vivien en cada família era de 3,33.
Per edats la població es repartia de la següent manera: un 28,5% tenia menys de 18 anys, un 7% entre 18 i 24, un 33% entre 25 i 44, un 24,2% de 45 a 60 i un 7,3% 65 anys o més.
L'edat mediana era de 36 anys. Per cada 100 dones de 18 o més anys hi havia 92,9 homes.
La renda mediana per habitatge era de 73.333 $ i la renda mediana per família de 79.534 $. Els homes tenien una renda mediana de 50.909 $ mentre que les dones 38.080 $. La renda per capita de la població era de 25.821 $. Entorn de l'1,9% de les famílies i el 2,3% de la població estaven per davall del llindar de pobresa.